# 約翰·塔威爾
約翰·塔威爾（英語：John Tawell，1784年—1845年3月28日），英國謀殺罪犯。他是有紀錄以來第一名被執法當局利用電訊科技逮捕的罪犯。
1814年，塔威爾因製造偽鈔被流放到澳大利亞。他其後取得假釋證，在悉尼定居並開設藥房。他在賺得一筆財富並返回英國。在妻兒病逝後，塔威爾續娶了一名貴格會女信徒，但同時與一個名為莎拉·哈特（Sarah Hart）的女子有婚外情。
1845年元旦日，塔威爾因為視其情婦哈特為負擔而以氫氰酸毒殺了她。他行凶後隨即乘搭火車企圖逃往倫敦，但斯勞警方利用當時新安裝的電報系統向倫敦的執法人員通報其外貌特徵，使他在離開火車站時被認出。塔威爾在次日被捕，隨後被判處絞刑。

## 生平

### 早年生活和流放悉尼
塔威爾曾在倫敦多家由貴格會信徒作東主的商店工作，並加入了這個教會。然而，他與一名沒有皈依貴格會的女子瑪麗·弗里曼（Mary Freeman）交往，致使被其他貴格會會眾唾棄。其後他與弗里曼結婚並育有兩名子女。
1814年，塔威爾被指控持有偽造的史密斯銀行鈔票。當時這是一條可判死刑的罪行。然而，該銀行的東主是貴格會信徒，而該會是反對死刑的。為了避免造成「有人因為我們被判死」的尷尬，貴格會允許塔威爾承認一項較輕的偽造文書罪。塔威爾因此被改判流放悉尼14年。
塔威爾在1820年獲得假釋証，其後在悉尼定居並發跡。他開設了當地第一家藥房，並進行了多項房地產和商業投資。塔威爾也開始恢復自己的名譽，包括建立澳大利亞第一個貴格會社區，以及參與各種慈善活動。他的妻兒在這段期間前往悉尼投靠他。

### 返國、續弦及婚外情
1831年，塔威爾舉家返回倫敦，但當時倫敦的衛生情況惡劣，使他的妻兒先後去世：幼子威廉（William）首先於1833年去世，長子約翰（John）及妻子瑪麗則同於1838年病逝。在此之前，塔威爾僱用一位名為莎拉·勞倫斯（Sarah Lawrence）的護士協助照顧瑪麗。勞倫斯其後改姓哈特（Hart）。
1841年，塔威爾與一名貴格會寡婦再婚，但他仍秘密維持與哈特的婚外情。在這期間，哈特為塔威爾生下了兩個孩子。三人皆被塔威爾安置在距離斯勞1英里（1.6）、一個名為鹽山（Salt Hill）的地方的一間小屋里 。塔威爾每星期向哈特支付1英鎊來應付他們日常所需。

### 毒害、逃逸與就逮
到了1844年，塔威爾遇上財務困難。此外亦有指哈特取得法庭判令強迫塔威爾正式供養她和她的孩子。這兩件事（或其中一件）導致塔威爾萌生殺機。
1845年元旦日，他在倫敦主教門以治療靜脈曲張為理由購買兩瓶氫氰酸，並前往鹽山與哈特會面。他在與哈特共飲時在她的波特啤酒中下毒。一名鄰居在當日稍後發現哈特倒臥地上並口吐白沫後，嘗試召喚醫生支援，但哈特在得到救治前死亡。
鄰居供稱在哈特死前不久看到一名身着典型貴格會深色服装的男子離開她的居所。警方追查後發現一名符合有關描述的人在斯勞車站登上了前往倫敦帕丁頓車站的火車。警方立即使用最近在斯勞車站安裝的電報設備向帕丁頓車站方面發送訊息，詳細說明該男子的外貌，並要求對方把他逮獲。訊息描述男子的外型如下：「他身着『桂格教徒』（Kwaker）的服裝，外加一件長及腳部的棕色外套。」由於當時的雙針電報系統並沒有定義字母Q，因此斯勞車站的職員需要把「Quaker」（貴格會）一詞改拼成諧音的「Kwaker」。帕丁頓車站方面曾因此要求斯勞車站方面重新拍發訊息。
當該班火車抵達帕丁頓車站後，一名身穿長便衣的鐵路警察威廉·威廉姆斯（William Williams）便跟蹤一名符合上述電報訊息描述的男子：那人就是塔威爾。威廉姆斯跟着他上了一輛沿新馬路行走的公車。塔威爾把威廉姆斯誤認為公車售票員並給他六便士以支付車費，下車後進入一家咖啡館，然後又前往一家寄宿公寓。威廉姆斯在此期間一直跟隨在後。第二天早上，威廉姆斯帶同倫敦警察廳的督察威金斯（Wiggins），在附近的「耶路撒冷咖啡館」（Jerusalem Coffee House）逮捕了塔威爾。 

### 審判與處決

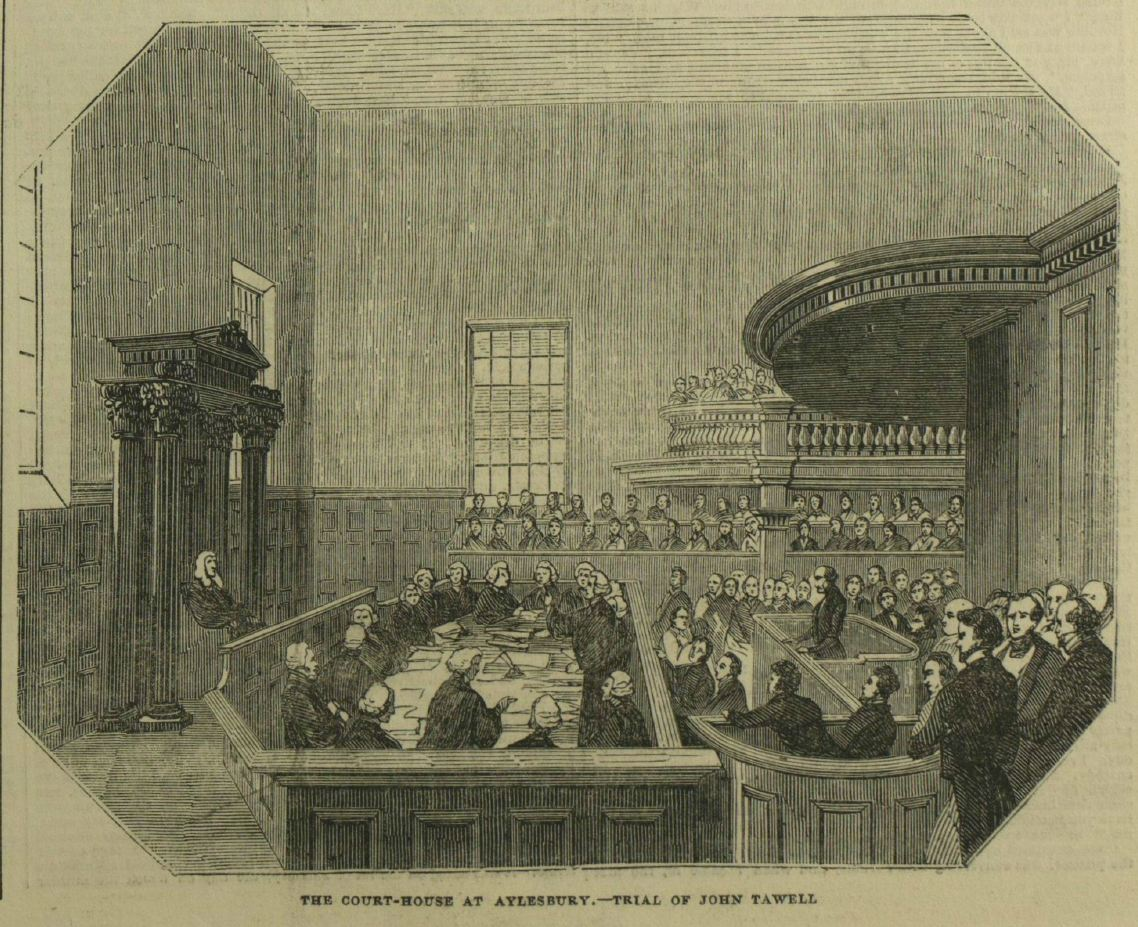
塔威爾在艾爾斯伯里皇室法院受審的情況

塔威爾隨後在艾爾斯伯里皇室法院受審。他的過去在審判中被公諸於世，包括他在前一年9月已曾嘗試毒殺哈特但不成功的事件。斐茲洛伊·凱利爵士擔任塔威爾的辯護律師，並試圖宣稱哈特是因為長時間服食大量蘋果種子而意外中毒身亡。這論點被認為有悖情理，以致凱利餘生被戲稱為「蘋果籽凱利」（"Apple Pip" Kelly）。塔威爾本人則保持緘默。
塔威爾被裁定謀殺罪名成立，然後於1845年3月28日被帶到艾爾斯伯里市場廣場，在群眾圍觀之下被問吊。有指執法人員誤把行刑用的繩子造得過短，使塔威爾緩慢窒息致死而非折斷頸項而死。多份英國和澳大利亞的文獻均指塔威爾在被處決前寫下了認罪書，亦有著作指有關認罪書從未正式公開發表，惹來多種有關塔威爾是否有罪的猜測。

## 影響
塔威爾被捕的經過令公眾留意到電報是快速傳遞消息的有效工具，使其迅速得到廣泛採用。至於塔威爾以氫氰酸殺害情婦，以及在犯案後企圖乘搭火車逃逸，都是有紀錄以來最早的相關案例之一，使本案在犯罪史上有相當意義。
威廉姆斯警官在事後被問及要求倫敦警察廳派員協助逮捕塔威爾的原因。他的回答是自己的駐守範圍僅在車站之內。後來英國交通警察被賦予在（國內）各處均可執法的權力。
案中用於傳遞塔威爾外貌特徵信息的電報發射和接收裝置於1876年捐贈到倫敦科學博物館永久存放。

## 腳註